# Caligus curtus
Caligus curtus – gatunek widłonoga z rodziny Caligidae. Opisał go w 1785 roku duński przyrodnik Otto Friedrich Müller.